# Kalefeld
Kalefeld är en kommun och ort i Landkreis Northeim i förbundslandet Niedersachsen i Tyskland.